# Fontana della Conchiglia

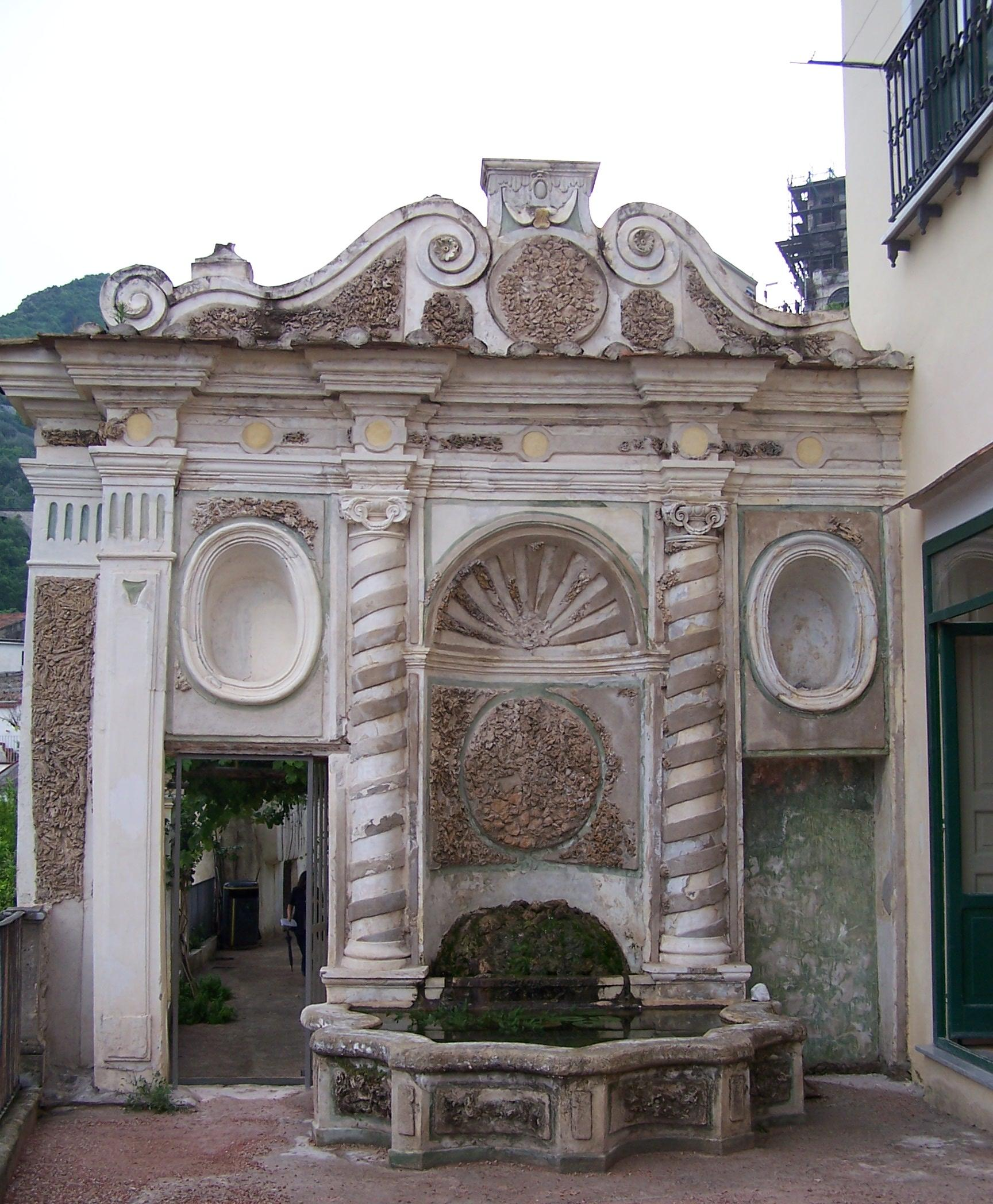
La Fontana della Conchiglia

La fontana della Conchiglia si trova nel giardino della Minerva a Salerno.

## Caratteristiche
La fontana fu creata originariamente nel Trecento, ai tempi di Matteo Silvatico (il fondatore del primo orto botanico d'Europa: il famoso "Giardino della Minerva" ).
Probabilmente in quei secoli rinascimentali era piccola e simile alla vicina fontana della Minerva , situata in un terrazzo superiore del giardino. Successivamente la fontana della Conchiglia venne ristrutturata nel Seicento ed ampliata nel Settecento, prendendo le monumentali forme attuali.
La fontana ha una peschiera a forma di conchiglia ed è divisa in tre sezioni, con due colonne avvolgenti ai lati sulla vasca centrale. Si trova nel punto più basso del giardino della Minerva, sul terrazzo panoramico dell'antico palazzo Capasso.
Lateralmente la fontana ha una porta, che comunica con i soprastanti terrazzi tramite una lunga scalea.
La fontana -assieme alla fontana dei Pesci ed alla fontana del Tullio- viene considerata una delle fontane caratteristiche dell'antica Salerno, oltre ad alcune fontane secondarie nei palazzi nobiliari cittadini.
Attualmente la fontana della Conchiglia è diventata l'immagine-simbolo del giardino della Minerva, anche a livello internazionale .